# Xã Benton, Quận Knox, Missouri
Xã Benton (tiếng Anh: Benton Township) là một xã thuộc quận Knox, tiểu bang Missouri, Hoa Kỳ. Năm 2010, dân số của xã này là 188 người.